# 20572 Celemorrow
20572 Celemorrow este un asteroid din centura principală de asteroizi.

## Descriere
20572 Celemorrow este un asteroid din centura principală de asteroizi. A fost descoperit pe 9 septembrie 1999 la Socorro, New Mexico, în cadrul proiectului LINEAR. Asteroidul prezintă o orbită caracterizată de o semiaxă mare de 2,90 ua, o excentricitate de 0,02 și o înclinație de 1,6° în raport cu ecliptica.